# شهرستان پلاستوفسکی
شهرستان پلاستوفسکی (به لاتین: Plastovsky District) یک شهرستان در روسیه است که در استان چلیابینسک واقع شده‌است.